# Fritzie Zivic
Fritzie Zivic est un boxeur américain né le 8 mai 1913 à Lawrenceville en Pennsylvanie et mort le 17 mai 1984.

## Carrière
Il devient champion du monde des poids welters le 4 octobre 1940 en battant aux points Henry Armstrong. Il remporte le combat revanche l'année suivante puis s'incline face à Freddie Cochrane le 29 juillet 1941.

## Distinctions
- La première victoire de Fritzie Zivic face à Henry Armstrong et sa défaite contre Freddie Cochrane ont été élues surprise de l'année en 1940 et 1941 par Ring Magazine.
- Il est membre de l'International Boxing Hall of Fame depuis 1993.

## Référence
1. ↑  (en) Fritzie Zivic vs. Henry Armstrong II (boxrec.com)